# (164207) 2004 GU9
(164207) Cardea、または2004 GU9は、2004年に発見された、アポロ群に分類され潜在的に危険な小惑星に位置づけられる、地球近傍小惑星である。軌道長半径、公転周期が地球とほぼ同じで、常に地球の近傍に位置し続け、地球の準衛星となる軌道をとっている。

## 発見
2004年4月13日、ニューメキシコ州ソコロ近郊にある、リンカーン地球近傍小惑星探査（LINEAR）の1.0メートル望遠鏡による観測で発見された。発見時の見かけの等級は、19.6等であった。

## 特徴
2004 GU9は、軌道長半径が約1.0013天文単位、離心率が約0.14で、地球と軌道を共有しつつ、太陽の周りを地球と抜きつ抜かれつしながら公転し、見かけ上あたかも地球の周りを公転しているかのようにみえる、地球の準衛星の軌道に位置している。発見当時、地球の準衛星軌道を維持していた小惑星としては、2003 YN107に次いで2つ目の準衛星であった。
数値計算によって、過去の軌道推定および未来の軌道予測を行った結果、2004 GU9はおよそ1000年にわたり、地球の準衛星状態を維持するものと考えられる。大体16世紀頃にそれまでの馬蹄形軌道から準衛星軌道に移行したとみられ、26世紀頃までは準衛星であり続けると予測され、その後は再び馬蹄形軌道に戻るとみられる。2004 GU9では、馬蹄形軌道の状態は平均して4000年から6000年継続するものと推定される。
2004 GU9は、わかっている範囲で地球以外の惑星と接近することはないが、金星とは周期比が13対8の軌道共鳴の関係にあり、馬蹄形軌道から準衛星軌道に移行する際には、金星の影響もあったのではないかと考えられる。
2004 GU9について、軌道以外でわかっていることはわずかしかない。かろうじて、直径がおよそ163メートル、可視光での幾何アルベドがおよそ0.22、絶対等級が21等と求められている程度である。

## 名称
2004 GU9という名称は、発見された日時で決まる仮符号であり、2007年9月26日に国際天文学連合（IAU）小惑星センターが発表した小惑星回報（M.P.C. 60687）により小惑星番号164207が付与された。小惑星の名前は、発見者が命名の権利を有するが、LINEARが発見した小惑星の数は膨大で命名が追いつかず、2004 GU9も固有の名前はつけられないままであった。
2024年6月、IAUとニューヨーク公共ラジオ局WNYCの番組Radiolabが共同で、2004 GU9の名前を公募する活動を開始した。この公募は、金星の準衛星Zoozveの命名に際してIAUとRadiolabに縁ができたことから実現したもので、Radiolabの司会の一人ラティーフ・ナサーが、準衛星に命名する過程を広く共有したいと考え、IAUがそれに応えることで始まった。2024年9月まで名称案を募集し、その後最終候補に対する投票を行って、2025年1月に決定することになった。24年12月に7つの候補（バクナワ、Cardea、Ehaema、エンキドゥ、Ótr、Tarriaksuk、テクシステカトル）が発表され、2025年1月13日に1位だった「Cardea」と命名された。この「Cardea」は、ローマ神話の蝶番の女神である。